# Bój pod Kazimierówką

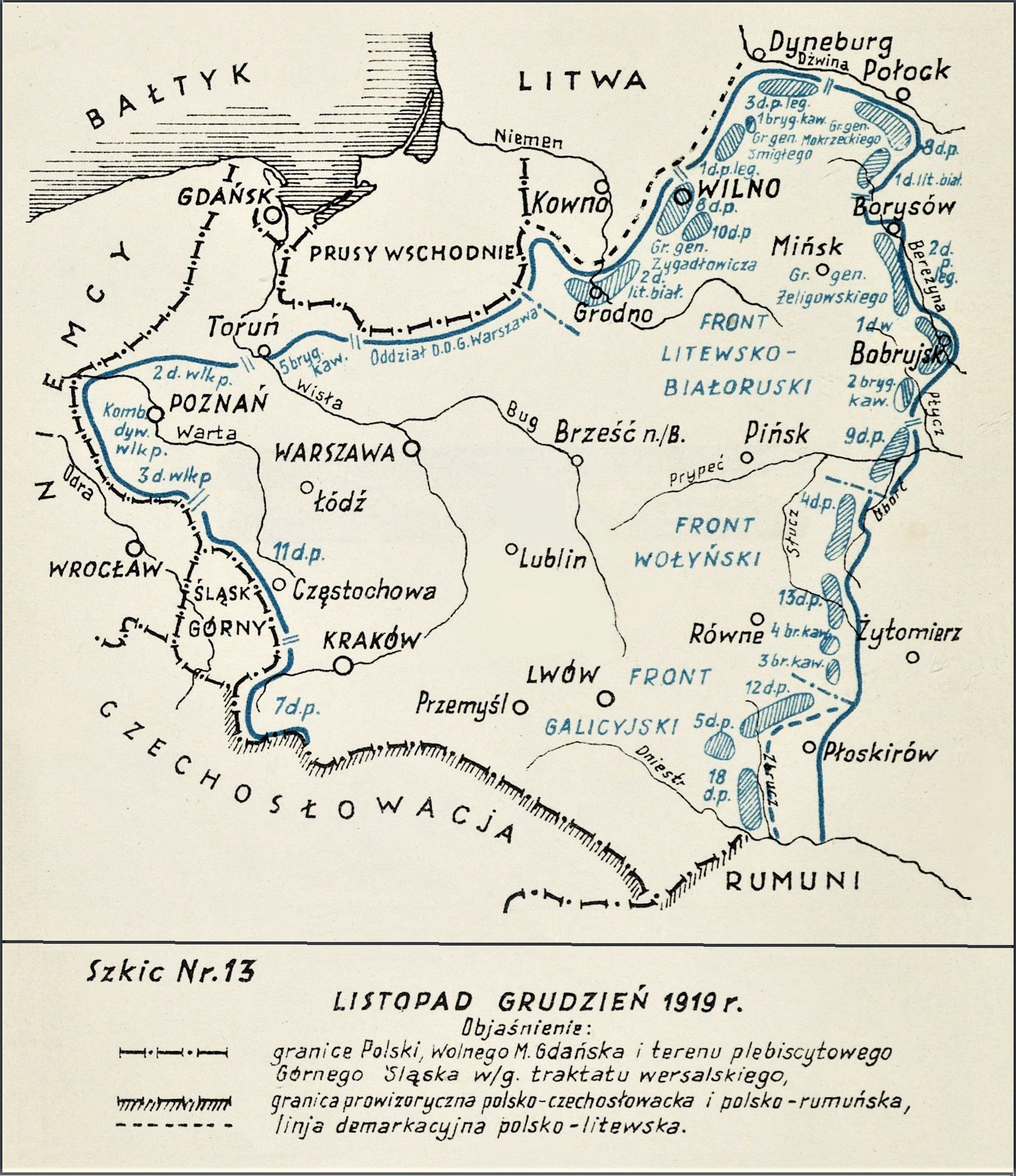
Adam Przybylski,
Wojna Polska 1918–1921

Bój pod Kazimierówką – walki pododdziałów  22 pułku piechoty ppłk. Władysława Grabowskiego i 34 pułku piechoty ppłk Aleksandra Narbutta-Łuczyńskiego z oddziałami sowieckiej 47 Dywizji Strzelców Smolina w czasie kampanii zimowej w okresie wojny polsko-bolszewickiej.

## Geneza
Zimą 1919/1920 na froncie polsko-sowieckim odnotowywano tylko działania lokalne. Linia frontu była rozciągnięta od środkowej Dźwiny, wzdłuż Berezyny, Uborci, Słuczy, po Dniestr. Zastój w działaniach wojennych obie strony wykorzystywały na przygotowanie się do decydujących rozstrzygnięć militarnych planowanych na wiosnę i lato 1920.  
9 Dywizja Piechoty zajmowała stanowiska na prawym brzegu Uborci. W lutym 1920 przeciwnik zaczął przejawiać przed pozycjami XVIII Brygady Piechoty zwiększoną aktywność. Dało się zaobserwować wyraźne symptomy przygotowywania się do prowadzenia działań zaczepnych. Polska brygada na prawym skrzydle posiadała 22 pułk piechoty, rozwinięty na 75 kilometrowym odcinku frontu na linii Kruszniki – Buda – Sokołodniki – Machnowicze – Śnickie Pole – Stodolicze – Kartenicze – Bobrowe. Na lewym skrzydle rozwinięty był 34 pułk piechoty.

## Walczące wojska
| Jednostka                     | Dowódca                           | Podporządkowanie     |
| Wojsko Polskie                |                                   |                      |
| dowództwo 9 Dywizji Piechoty  | płk Władysław Sikorski            | Front Lit. Biał.     |
| ⇒ 22 pułk piechoty            | ppłk Władysław Grabowski          | 9 Dywizja Piechoty   |
| → I/22 pułku piechoty         | mjr Henryk Krok-Paszkowski        | 22 pułk piechoty     |
| ⇒ 34 pułk piechoty            | ppłk Aleksander Narbutt-Łuczyński | 9 Dywizja Piechoty   |
| dwie kompanie                 |                                   | 34 pułk piechoty     |
| Armia Czerwona                |                                   |                      |
| 47 Dywizja Strzelców          | I.I. Smolin                       | 12 Armia             |
| → 141 BS (421., 422., 423 ps) |                                   | 47 Dywizja Strzelców |

## Walki pod Kazimierówką
W związku ze wzmożoną aktywnością bojową nieprzyjaciela, dowództwo XVIII Brygady Piechoty próbowało zebrać informacje o sowieckich zamiarach. Zorganizowany 18 lutego 1920 wypad 8 kompanii 34 pułku piechoty zakończył się porażką. Kompania została rozbita, a jej dowódca por. Jan Sękulski poległ. Dowódca brygady postanowił organizować wypady realizowane większymi siłami. Zdecydowano, by 24 lutego dwa oddziały wypadowe, działając równolegle, uderzyły na Kazimierówkę i Romanówkę.
Na Kazimierówkę skierowano oddział z 22 pułku piechoty w składzie 1 i 2 kompania oraz dwa plutony z 4 kompanii. Liczący około 280 żołnierzy i 6 ckm-ów, dowodzony przez mjr. Henryka Paszkowskiego (dowódca I/22 pp), rozpoczął marsz do obiektu ataku.
W tym czasie działania rozpoczął również dwukompanijny oddział wyznaczony przez 34 pułk piechoty. Miał on wykonać wypad na Romanówkę. W trakcie marszu pomylił jednak drogę, wszedł w pas działania 22 pułku piechoty i z powodzeniem uderzył na stacjonujący w Kazimierówce batalion sowieckiego 421 pułku strzelców, liczący około 400 żołnierzy i 12 ckm. Sowieckie oddziały wycofały się z miejscowości, ale Polacy nie podjęli pościgu.
Po wycofaniu się grupy wypadowej 34 pułku piechoty z Kazimierówki, sowieckie oddziały wróciły do miejscowości i rozpoczęły planową ewakuację mienia. Tymczasem około południa do wioski podeszły kompanie 22 pułku piechoty dowodzone przez mjr. Henryka Paszkowskiego. Zdecydowane uderzenie1 kompanii spowodowało zamieszanie w szeregach czerwonoarmistów. Jednak po chwilowym niepowodzeniu Sowieci przeszli do kontrataku. Na pomoc 1 kompanii pośpieszyły plutony 3 kompanii. Uderzyły one od południa, a atakowany z dwóch stron nieprzyjaciel wycofał się na północny skraj wsi. Ze względu na nieubezpieczone tyły, dowódca batalionu zaprzestał pościgu i po krótkim odpoczynku zarządził odmarsz oddziału wypadowego przez Machnowicze do Budy Powłopolskiej.

## Bilans walk
Pododdziały polskiej XVII Brygady Piechoty wzięły do niewoli kilkudziesięciu jeńców, wozy taborowe, i zdobyły dziesięć ckm-ów. Nie niepokojone przez przeciwnika wycofały się za Uborć.